# Egon Kunze

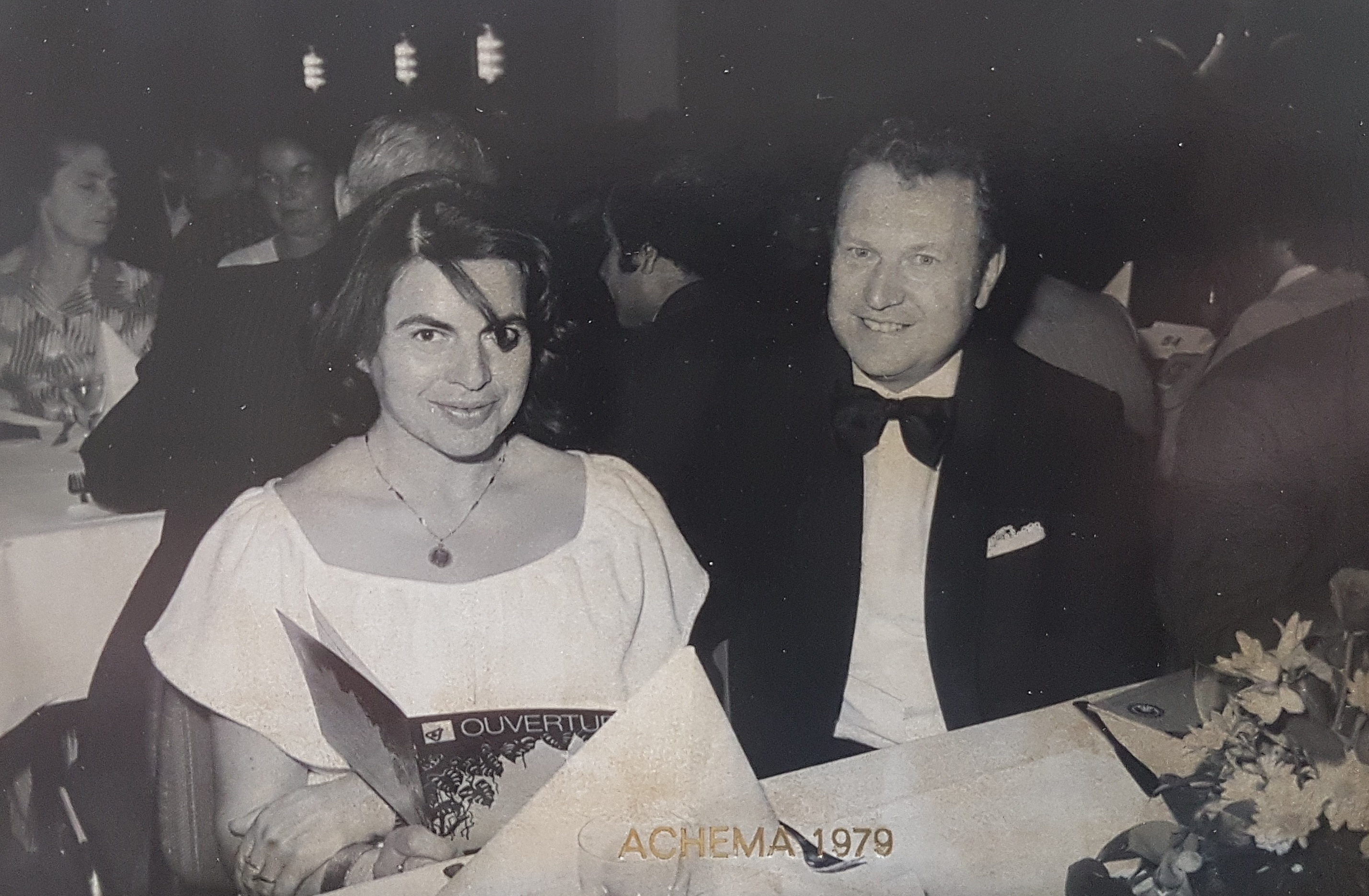
Egon und Dorothea Kunze, ACHEMA, Frankfurt am Main, 1979

Egon Joachim Kunze (* 9. September 1930 in Limbach; † 21. Juli 2010 in Bergisch Gladbach) war ein deutscher Chemiker.

## Biographie
Nach dem Abitur in Annaberg im gleichen Jahrgang mit Werner Gumpel studierte Kunze Chemie an der Universität Dresden, wo er bei Kurt Schwabe promovierte. Dort erlebte er die Niederschlagung des Aufstands vom 17. Juni 1953 durch Rote Armee und Kasernierte Volkspolizei, wozu er später als Zeitzeuge Stellung nahm.
Als habilitiertem Hochschullehrer an der Bergakademie Freiberg wurde ihm wegen regimekritischer Äußerungen und mangels Bereitschaft, der SED beizutreten die Professur verweigert. Er flüchtete in der Folge 1974 mit seiner Familie in die Bundesrepublik. Dort arbeitete er zunächst im Fraunhofer-Institut für Verfahrenstechnik in München, dann ab 1975 als Oberingenieur in Köln bei der TÜV Rheinland AG und engagierte sich ehrenamtlich im Bereich Menschenrechte, besonders in der IGFM, mit Schwerpunkt Zentral- und Osteuropa. Gemeinsam mit seiner Gattin setzte er sich für Dissidenten, wie den estnischen Biologen Mart-Olav Niklus und die Familie des tschechoslowakischen in Haft verstorbenen Bürgerrechtlers Pavel Wonka ein.
Forschungsschwerpunkte Kunzes waren die Materialkunde, die Galvanotechnik sowie Korrosion und Korrosionsschutz. Das von ihm im Jahr 2001 in der Nachfolge von Fritz Tödt herausgegebene gleichnamige Werk gilt laut der Fachzeitschrift Chemie Ingenieur Technik auf diesem Gebiet als Standardwerk. Besondere Würdigung verdienen seine wissenschaftlichen Untersuchungen zur Korrosion von Implantaten im menschlichen Körper. Auf Basis dieser Erkenntnisse konnte bei Gelenkprothesen die Schadenshäufigkeit stark vermindert und die Körperverträglichkeit verbessert werden. Ein TÜV-Prüfzeichen garantierte bis zur Einführung neuer Prüfsiegel die Bruchsicherheit entsprechend geprüfter Produkte.
Von 1989 bis 2001 lehrte Kunze an der Ruhr-Universität Bochum. Bereits 1976 war er von der Technischen Universität Dortmund zum Wissenschaftlichen Rat und Professor für das Fachgebiet Werkstoffe in der Abteilung Chemietechnik ernannt worden.
Er war verheiratet und hatte zwei Kinder.

## Veröffentlichungen (Auswahl)
- Beitrag zur Passivität des Nickels und der rostfreien Stähle. Freiberg 1965
- Einfluss der Verformung auf das elektrochemische und Korrosionsverhalten des Eisens in sauren Lösungen. Freiberg 1970.
- mit Heinz-Jürgen Lange: Galvanischer Oberflächenschutz von Werkstoffkombinationen durch Kupfer-Nickel-Schichten, Deutscher Verlag für Grundstoffindustrie. Freiberg 1974.
- als Herausgeber: Korrosion und Korrosionsschutz. 6 Bände, Wiley-VCH, 2001, ISBN 3-527-29994-7.